# زاگرب ۱۸۷۷۰۰
سیارک ۱۸۷۷۰۰ (به انگلیسی: 187700 Zagreb، نامگذاری:2008EG8) صد و هشتاد و هفت هزار و هفتصدمین سیارک کشف شده‌است که در ۲ مارس ۲۰۰۸ کشف شد.